# Rudolf Petersson

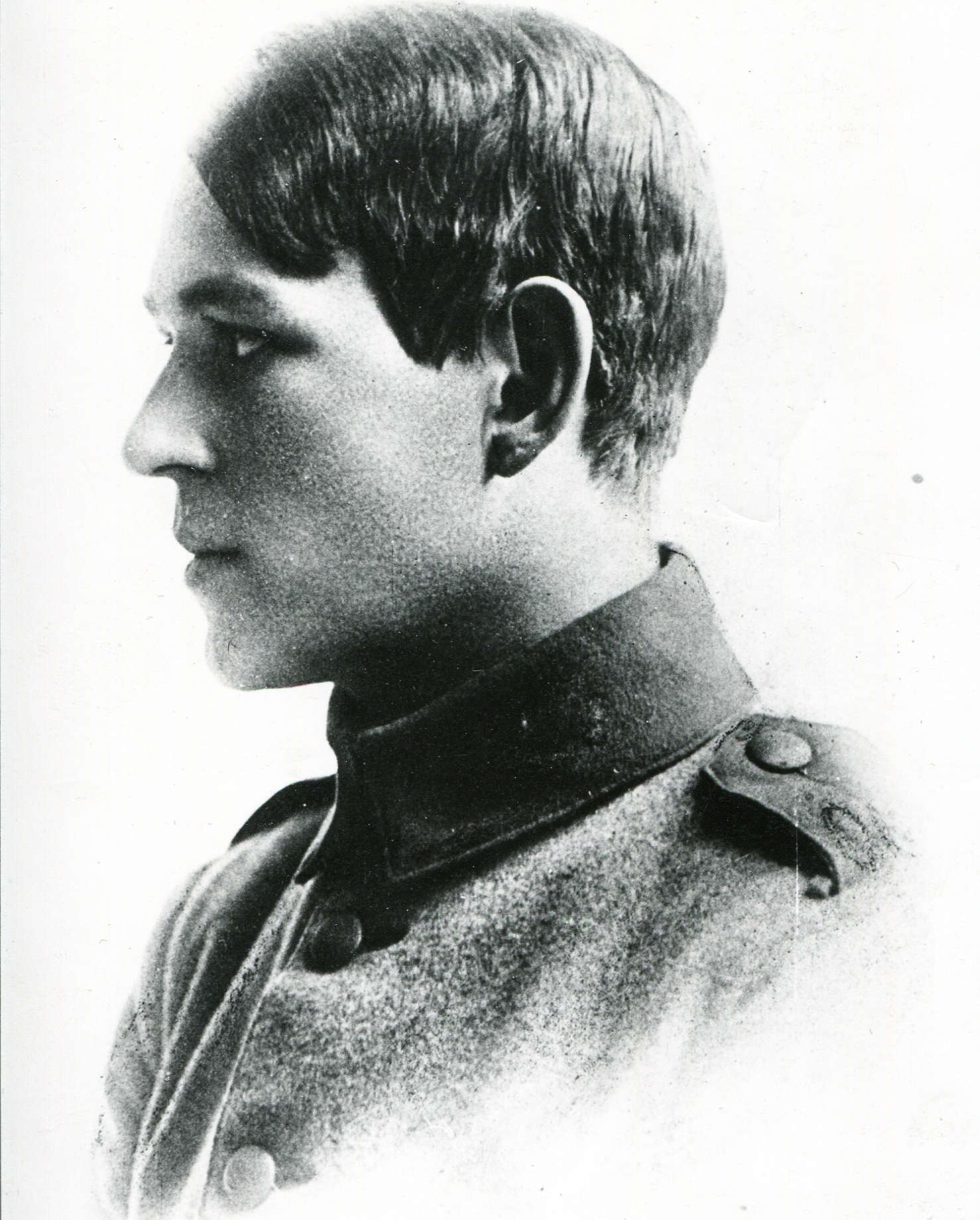
Rudolf Petersson (um 1917)

Rudolf Petersson (* 17. Juni 1896 in Halmstad; † 17. April 1970 in Enhörna) war ein schwedischer Karikaturist und Comiczeichner.

## Leben
Schon im Alter von 17 Jahren veröffentlichte Petersson erste Karikaturen. Von 1915 bis 1918 besuchte er die Kunsthochschule Valand in Göteborg, wo er sich hauptsächlich mit Malerei beschäftigte. 1921 wanderte er in die USA aus. Dort verdiente er sein Geld mit Illustrationszeichnungen für Zeitungen. 1931 kehrte er, mittlerweile verheiratet, nach Schweden zurück. Von 1936 bis 1939 arbeitete er für die Disney-Studios, insbesondere an dem Filmen Schneewittchen und die sieben Zwerge und Pinocchio.
In Erinnerung an seine Zeit beim Militär in Halland entwickelte Petersson die Figur des Rekruten 91:an. Diese Comicgestalt wurde bald der bekannteste Rekrut in ganz Schweden. Bis zum Tod seiner Frau im Jahr 1959 zeichnete Petersson die 91:an-Comics; danach wurde die Serie von anderen Zeichnern weitergeführt. 1966 erhielt Petersson als erster Künstler den Adamson-Preis der Svenska Seireakademin.
Petersson begann als Witwer zu trinken und lebte in seinen letzten Jahren sehr zurückgezogen. Er starb nur wenige Tage nach seinem Jugendfreund und Schwager Gustaf Tenggren.